# Dans la tourmente (film, 2011)
Pour les articles homonymes, voir Dans la tourmente.
Pour plus de détails, voir Fiche technique et Distribution.
Dans la tourmente est un film français réalisé par Christophe Ruggia, projeté pour la première fois en 2011 au festival Cinemania puis sorti en salles en 2012.

## Synopsis
Un jeune couple, Hélène et Franck, réside sur une côte industrialisée de la région marseillaise où Franck travaille. Celui-ci découvre que sa direction prépare secrètement la délocalisation de son usine, entraînant le licenciement des salariés et que, de plus, cette restructuration dissimule une malversation. Franck et son copain Max, désenchantés, décident alors de faire main basse sur les deux millions d'euros enfermés dans le coffre de la direction. Improvisé par des amateurs, le braquage va vite tourner au désastre.

## Fiche technique
- Titre original : Dans la tourmente
- Titre de travail : Une famille française
- Réalisation : Christophe Ruggia
- Scénario : Christophe Ruggia
- Dialogues : Christophe Ruggia
- Musique originale : Michael Stevens
- Musique originale additionnelle : Adrien Bekerman
- Décors : Jean-Michel Simonet
- Costumes : Marine Chauveau
- Photographie : Éric Guichard
- Son : Frédéric de Ravignan
- Montage : Tina Baz Le Gal
- Production : Bertrand Faivre
- Sociétés de production : Le Bureau (France), France 3 Cinéma
- Société de distribution : Wild Bunch Distribution (France et vente à l'étranger)[1]
- Budget : 7 500 000 euros[2]
- Pays d'origine :  France
- Langue originale : français
- Format : couleur — 2,35:1 (scope) — 35 mm — son Dolby SRD DTS
- Genre : film politique, thriller
- Durée : 107 minutes
- Dates de sortie :
  - Canada : 7 novembre 2011 (première au festival Cinemania)
  - France : 11 janvier 2012[1]
  - Belgique : 11 janvier 2012
- (fr) Classification CNC : tous publics (visa no 111012 délivré le 8 décembre 2011)

## Distribution
- Clovis Cornillac : Franck
- Mathilde Seigner : Hélène
- Yvan Attal : Max
- Céline Sallette : Laure
- Marc Brunet : homme DCRI
- Abel Jafri : Farid
- Jean-Philippe Meyer : Henri
- Nelly Antignac : femme DCRI
- François Négret : homme DCRI
- Gilles Masson : Charlier
- Azouz Begag : Azouz
- Jean-Baptiste Fonck : Kevin
- Garance Heinry : Sophie
- Gabin Lefebvre : Vincent
- Fadila Belkebla : Yasmine
- Béatrice Michel : Jeannette
- Martine Vandeville : Jacqueline
- Renaud Dujet : le compagnon Laure
- Vincent Rottiers : le gardien au berger allemand
- Jean-Julien Baronnet : Victor Marie
- Frédéric Graziani : le chef de la sécurité
- Stephane Lagoutte : le chef GIGN
- Anthony Paliotti et Noémie Dujardin : journalistes TV
- Mona Achache : l'épouse Charlier
- Jeannette Saura : la dame au téléphone dans les calanques
- Fellag

## Distinction
- Cinemania 2011 : sélection en compétition officielle (première projection le 7 novembre 2011).

## Tournage
- Période de prises de vue : été-automne 2010 (début du tournage le 9 août 2010[3]).
- Extérieurs dans les Bouches-du-Rhône : Berre-l'Étang, Fos-sur-Mer, Martigues (Lavéra, Ponteau/hameau des Laurons)[4], Marseille et les calanques de Marseille.

## Accueil

### Box-office
C'est, avec 82 423 entrées, le cinquième film français le moins rentable de 2012.